# Kožuchov
Kožuchov és un poble i municipi d'Eslovàquia. Es troba a la regió de Košice, a l'est del país.

## Història
La primera referència escrita de la vila data del 1330.

## Demografia
| Godina             | 1994 | 2004   | 2014    | 2024    |
| ------------------ | ---- | ------ | ------- | ------- |
| Nombre de persones | 231  | 236    | 203     | 171     |
| Diferència         |      | +2,16% | −13,98% | −15,76% |

| Godina             | 2023 | 2024   |
| ------------------ | ---- | ------ |
| Nombre de persones | 173  | 171    |
| Diferència         |      | −1,15% |